# Winter-Paralympics 1984/Eisschlittenrennen
Bei den III. Winter-Paralympics wurden zwischen dem 14. und 20. Januar 1984 in Innsbruck 16 Wettkämpfe im Eisschlittenrennen ausgetragen.

## Medaillenspiegel
| Platz | Land           | Goldmedaille | Silbermedaille | Bronzemedaille | Gesamt |
| ----- | -------------- | ------------ | -------------- | -------------- | ------ |
| 1     | Norwegen       | 9            | 10             | 11             | 30     |
| 2     | Finnland       | 7            | –              | –              | 7      |
| 3     | Großbritannien | –            | 4              | 4              | 8      |
| 4     | Österreich     | –            | 1              | –              | 1      |

## Klassifizierungen
| Klasse | Einstufungen |
| ------ | --- |
| Gr I   | Sitzend, Querschnittlähmung mit keiner oder nur eingeschränkter Oberbauchfunktion und fehlendem Sitzgleichgewicht |
| Gr II  | Sitzend, Querschnittlähmung mit Sitzgleichgewicht                                                                 |

## Frauen

### Gr I
| Disziplin | Gold             | Silber       | Bronze     |
| --------- | ---------------- | ------------ | ---------- |
| 100 m     | Lahja Hämäläinen | Denise Smith | Ann Peskey |
| 300 m     | Lahja Hämäläinen | Denise Smith | Ann Peskey |
| 500 m     | Lahja Hämäläinen | Denise Smith | Ann Peskey |
| 700 m     | Lahja Hämäläinen | —            | —          |

### Gr II
| Disziplin | Gold                | Silber              | Bronze       |
| --------- | ------------------- | ------------------- | ------------ |
| 100 m     | Britt Mjaasund Øyen | Sylva Olsen         | Karin Endsjø |
| 500 m     | Britt Mjaasund Øyen | Karin Endsjø        | Sylva Olsen  |
| 700 m     | Britt Mjaasund Øyen | Karin Endsjø        | Sylva Olsen  |
| 1000 m    | Karin Endsjø        | Britt Mjaasund Øyen | Sylva Olsen  |

## Männer

### Gr I
| Disziplin | Gold           | Silber        | Bronze        |
| --------- | -------------- | ------------- | ------------- |
| 100 m     | Per Knudsen    | Terje Roel    | Ken Robertson |
| 300 m     | Veikko Puputti | Ken Robertson | Per Knudsen   |
| 500 m     | Veikko Puputti | Terje Roel    | Per Knudsen   |
| 700 m     | Veikko Puputti | Per Knudsen   | Emil Holten   |

### Gr II
| Disziplin | Gold                | Silber           | Bronze           |
| --------- | ------------------- | ---------------- | ---------------- |
| 100 m     | Erik Sandbraaten    | Atle Haglund     | Rolf Einar Øyen  |
| 500 m     | Karl Henrik Seemann | Erik Sandbraaten | Rolf Einar Øyen  |
| 1000 m    | Atle Haglund        | Rolf Einar Øyen  | Erik Sandbraaten |
| 1500 m    | Rolf Einar Øyen     | Reinhold Wessely | Erik Sandbraaten |